# Мотоби, Релебохиле
Релебохиле Мотоби (англ. Relebohile Mothobi; род. 4 мая 1994) — лесотская шоссейная велогонщица.

## Карьера
В конце марта 2013 года стала чемпионкой Лесото по шоссейному велоспорту в групповой и индивидуальной гонке. А в середине июня заняла третье место чемпионате на Лесото по маунтинбайку в дисциплине кросс-кантри.

## Достижения

### Шоссе
2013
 Чемпионат Лесото — групповая гонка
 Чемпионат Лесото — индивидуальная гонка

#### Рейтинги
| Год                 | 2013  |
| ------------------- | ----- |
| Мировой рейтинг UCI | 196-й |
|                     |       |
| Источник: UCI       |       |

### Маунтинбайк
2013
3-я на Чемпионат Лесото — кросс-кантри